# Немуро (станция)
Станция Немуро (яп. 根室駅 нэмуро эки) — железнодорожная станция в японском городе Немуро, обслуживаемая компанией JR Hokkaido.

## История
Станция Немуро была открыта 5 августа 1921 года. С приватизацией JNR она перешла под контроль JR Hokkaido.

## Линии
- JR Hokkaido
  - Главная линия Немуро